# Lijst van heersers van Baden

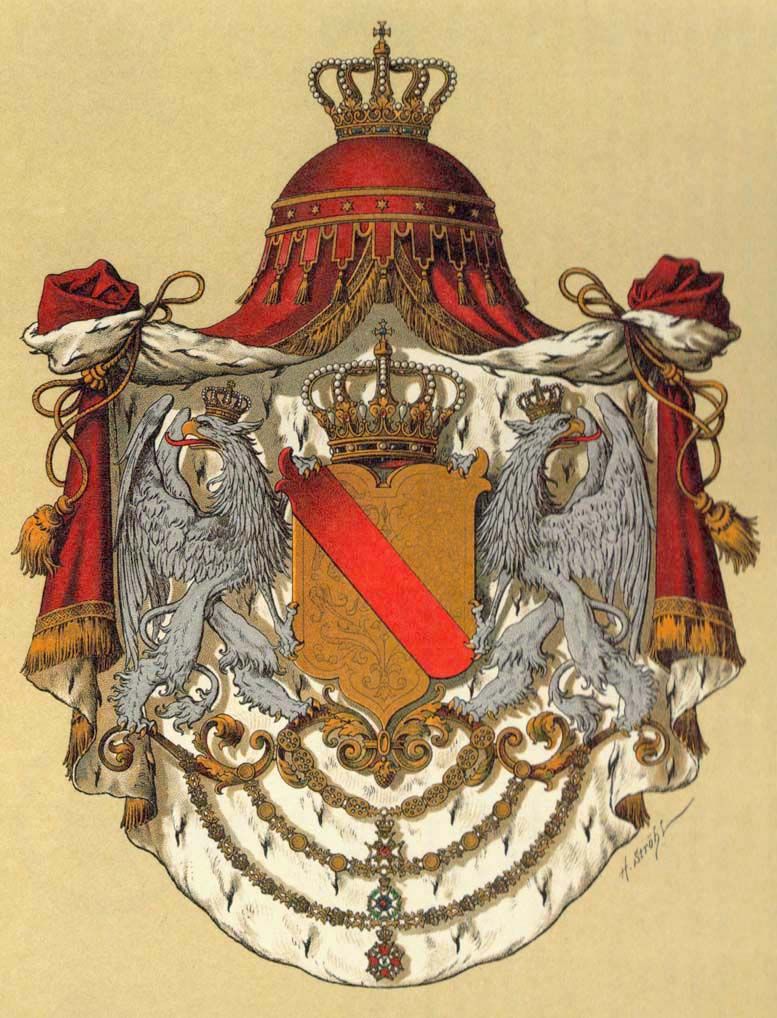
Wapen van het Groothertogdom Baden

Dit is een lijst van heersers van Baden.

## Markgraven vanBaden
- Berthold I 1061-1078
- Herman I 1061-1074
- Herman II 1074-1130 (in 1112 erkend)
- Herman III 1130-1160

̈*Herman IV 1160-1190
̈*Herman V  enHendrik I (1190 -1212)

## Markgraven vanBaden-Hachberg
- Hendrik I 1212-1231
- Hendrik II 1231-1290
- Hendrik III 1290-1330
- Hendrik IV 1330-1369
- Otto I 1369-1386
- Johan en Hesso 1386-1409
- Hesso 1409-1410
- Otto II 1410-1418
- gaat naar Bernhard I van Baden

## Markgraven vanBaden-Baden
- Herman V 1190-1242
- Herman VI 1248-1250
- Frederik I en Rudolf I 1250-1268
- Rudolf I 1268-1288
- Hesso, Rudolf II, Herman VII en Rudolf III 1288-1291
- Hesso, Rudolf II en Rudolf III 1291-1295
- Hesso en Rudolf III 1295-1297
- Rudolf III  en Rudolf Hesso 1297-1332
- Rudolf Hesso 1332-1335
- gaat naar Frederik III van Baden

### Markgraven vanBaden-Sausenberg
- Rudolf I 1290-1313
- Hendrik, Rudolf II en Otto 1313-1318
- Rudolf II en Otto 1318-1352
- Otto en Rudolf III 1352-1384
- Rudolf III 1384-1428
- Willem 1428-1441
- Hugo en Rudolf IV 1441-1444
- Rudolf IV 1444-1487
- Filips 1487-1503
- gaat naar Christoffel I van Baden

### Markgraven vanBaden-Eberstein
- Frederik II 1291-1333
- Herman IX 1333-1353

### Markgraven vanBaden-Pforzheim
- Rudolf IV en Herman VIII 1291-1300
- Rudolf IV van Baden-Pforzheim 1300-1348
- Rudolf V 1348-1361

### Markgraven vanBaden-Baden
- Frederik III 1335-1353
- Rudolf VI de Lange, 1353-1372
- Bernhard I en Rudolf VII 1372-1391
- Bernhard I 1391-1431
- Jacob 1431-1453
- George 1453-1454
- Bernhard II en Karel I 1453-1458
- Karel I 1458-1475
- Christoffel I 1475-1515

## Markgraven van Baden-Sponheim
- 1515-1533: Filips I

## MarkgravenBaden-Baden1515-1771
- 1515-1536: Bernhard III
- 1536-1569: Filibert
- 1569-1588: Filips II
- 1588-1596: Eduard Fortunatus

### Markgraven vanBaden-Rodemarchern
- 1536-1575: Christoffel II
- 1575-1596: Eduard Fortunatus

### Markgraven vanBaden-Rodenheim
- 1575-1620: Filips III

### Markgraven vanBaden-Rodemachern
- 1622-1664: Herman Fortunatus
- 1664-1666: Karel Willem

### MarkgravenBaden-Baden1622-1771
- 1622-1677: Willem
- 1677-1707: Lodewijk Willem
- 1707-1727: Francisca (regente)
- 1727-1761: Lodewijk George Simpert
- 1761-1771: August George Simpert

## Markgraven vanBaden-Durlach
- 1515-1553: Ernst
- 1553-1577: Karel II met de Tas
- 1577-1584: Anna van Palts-Veldenz (regentes)
- 1577-1604: Ernst Frederik
- 1604-1622: George Frederik
- 1622-1659: Frederik V
- 1659-1677: Frederik VI
- 1677-1709: Frederik VII
- 1709-1738: Karel III Willem
- 1738-1746: Karel August (regent)
- 1746-1771: Karel Frederik

### Markgraven vanBaden-Hachberg
- 1577-1590: Jacob III
- 1590-1591: Ernst Jacob

### Markgraven vanBaden-Sausenberg
- 1577-1604: George Frederik

## Markgraven vanBaden
- 1771-1803: Karel Frederik

## Keurvorsten vanBaden
- 1803-1806: Karel Frederik

## Groothertogen vanBaden
- 1806-1811: Karel Frederik
- 1811-1818: Karel
- 1818-1830: Lodewijk I
- 1830-1852: Leopold
- 1852-1856: Lodewijk II
- 1856-1907: Frederik I
- 1907-1918: Frederik II